# 楊鼐
楊鼐，字傑和，江西南昌府豐城縣人，軍籍，明朝政治人物。進士出身。

## 生平
早年出身國子生，成化十三年（1477年）舉丁酉科順天府鄉試一百零三名。成化十四年（1478年）聯捷戊戌科會試第二百八十八名，殿試登進士第二甲第六十名。

## 家族
曾祖父楊民則。父亲楊敬容。